# Chris Robinson
Christopher Mark "Chris" Robinson (Marietta, 20 de diciembre de 1966) es un vocalista y guitarrista estadounidense, y uno de los fundadores de la banda de rock The Black Crowes, junto a su hermano menor Rich Robinson. Ha grabado diez álbumes con Black Crowes, además de formar el proyecto solista New Earth Mud, con los que grabó un álbum en el año 2002. Chris también se ha desempeñado como productor musical. Es reconocido por poseer una de las mejores voces en la escena blues rock de los Estados Unidos.

## Vida personal
El 8 de septiembre de 1996, Chris se casó con la actriz Lala Sloatman, sobrina del músico Frank Zappa. Se divorciaron en 1998.
El 31 de diciembre de 2000, se casó con la popular actriz Kate Hudson, con quien ha tenido un hijo en el 2004, Ryder  Russel Robinson. El 17 de noviembre de 2006, luego de casi 6 años de matrimonio, el publicista de Kate Hudson anunció su separación.
En 2009, Robinson se casó nuevamente, esta vez con Allison Bridges. Su hija, Cheyenne Genevieve Robinson, nació en el 2009.

## Discografía

### Black Crowes
- Shake Your Money Maker (1990)
- The Southern Harmony and Musical Companion (1992)
- Amorica (1994)
- Three Snakes and One Charm (1996)
- By Your Side (1999)
- Lions (2001)
- Warpaint (2008)
- Before the Frost...Until the Freeze (2009)
- Croweology (2010)

### Solista
- New Earth Mud (Redline Records, 2002)
- This Magnificent Distance (Vector Recordings, 2004)
- Live at Bonnaroo (Live Bonnaroo Records, 2004)
- Brothers of a Feather: Live at the Roxy (Eagle Records, 2007)

### Productor
- Crossing Bridges - The Kinsey Report (Capitol, 1993)
- Very Crystal Speed Machine - Thee Hypnotics (Def American, 1994)
- Vagabonds - Gary Louris (Rykodisc, 2008)
- Acoustic Vagabonds - Gary Louris (Rykodisc, 2008)
- Ready for the Flood - Mark Olson & Gary Louris (Rykodisc, 2009)
- Truth & Salvage Co. - Truth & Salvage Co. (Silver Arrow, 2010)